# Аболтиня, Солвита
Со́лвита А́болтиня (латыш. Solvita Āboltiņa, род. 19 февраля 1963, Рига) — председатель Сейма Латвии и министр юстиции (2004—2006). Депутат 8, 9, 10, 11 и 12 Сейма. Являлась председателем партии «Новое время» и затем в 2011—2016 годах политического объединения «Единство». С февраля 2018 года вернулась на дипломатическую службу.

## Биография
Солвита Аболтиня (урождённая Мартынова) родилась в 1963 году в Риге. В 1981 году закончила 5-ю Рижскую среднюю школу и поступила на юридический факультет Латвийского государственного университета, который окончила в 1986 году. После восстановления государственной независимости Латвии работала в Министерстве иностранных дел, с 1995 года возглавляла его консульский департамент.
В 2008 году стала председателем партии «Новое время». В 2004—2006 годах в 9-м Сейме работала в юридической комиссии и комиссии по европейским делам.
В ноябре 2017 года исключена из партии «Единство» «за несоблюдение внутренней партийной дисциплины».
С мая 2015 года Солвите Аболтине в числе других европейских политиков был запрещён въезд в РФ.
C 2018 года — посол Латвии в Италии.

## Семейное положение
Замужем, двое детей.